# Gordon Liddy

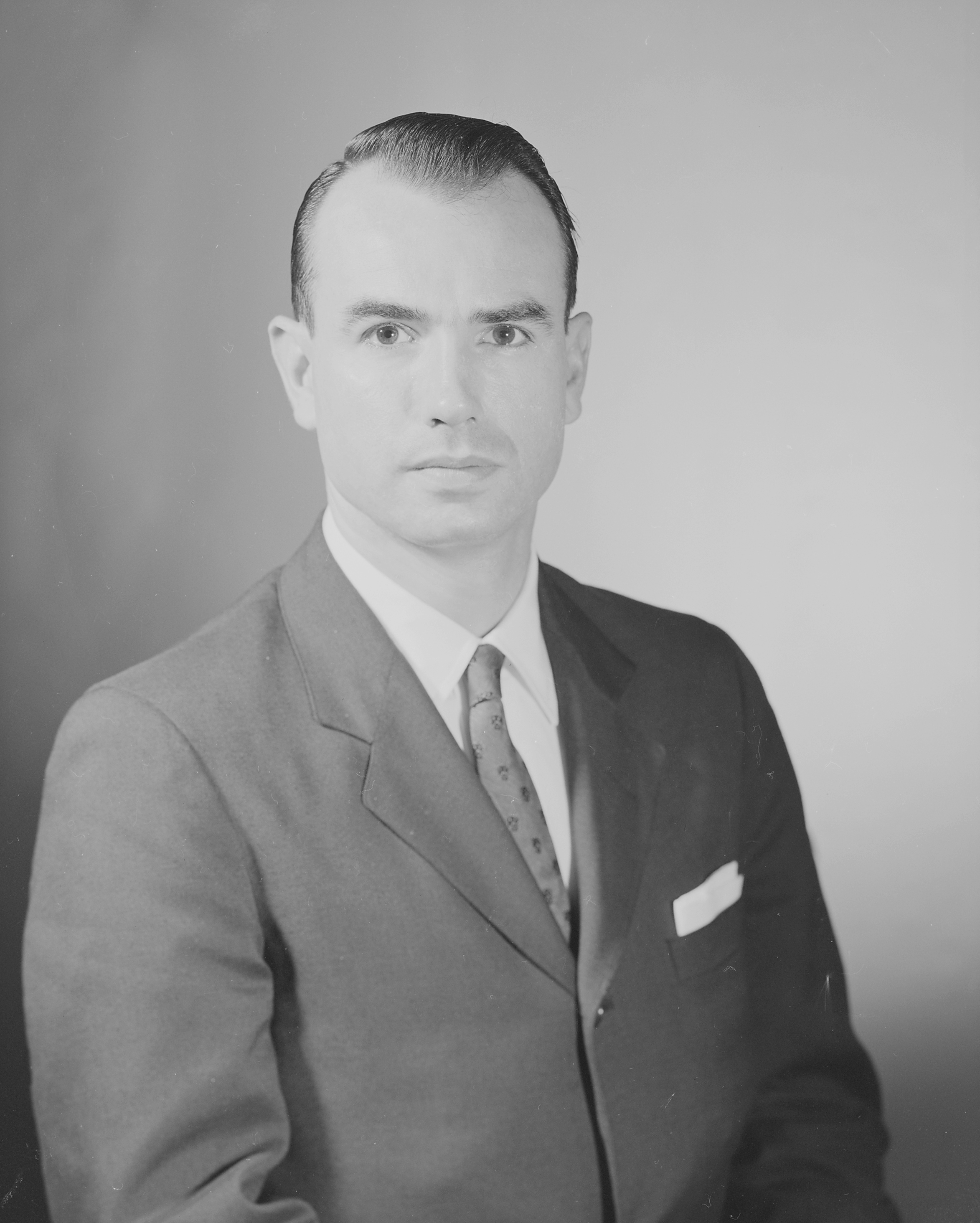
Gordon Liddy, ca. 1964

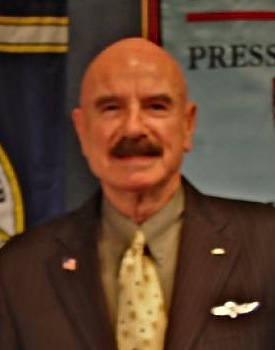
Gordon Liddy 2004

George Gordon Battle Liddy (* 30. November 1930 in Brooklyn, New York City; † 30. März 2021 in Mount Vernon, Virginia) war ein FBI-Agent und US-amerikanischer Regierungsbeamter, der in der Amtszeit von Präsident Richard Nixon Mitorganisator einiger der illegalen Aktivitäten war, die unter der Sammelbezeichnung Watergate-Affäre bekannt wurden. Liddy plante und überwachte insbesondere den Einbruch in das Hauptquartier der Demokratischen Partei im Washingtoner Watergate-Gebäudekomplex am 17. Juni 1972, dessen Scheitern zum Ausgangspunkt für den größten amerikanischen Politikskandal des 20. Jahrhunderts wurde.

## Leben

### Herkunft und erste Tätigkeiten
George Gordon Battle Liddy wurde nach George Gordon Battle, einem angesehenen Anwalt und Tammany-Hall-Anführer, benannt. wuchs in Hoboken und West Caldwell im Bundesstaat New Jersey auf. Er ging auf die St. Benedict’s Preparatory School in Newark, die schon sein Vater besucht hatte. Er graduierte 1952 an der Fordham University und ging dann zur Armee. Dort war er zwei Jahre im Korea-Krieg als Artillerie-Offizier eingesetzt. Nach seiner Rückkehr im Jahr 1954 studierte er Jura an der Fordham University School of Law. Danach ging er zum FBI.
1962 verließ er das FBI und arbeitete danach als Anwalt. In dieser Funktion organisierte er 1966 die Verhaftung und den zunächst erfolglosen Prozess gegen Timothy Leary. In den folgenden Jahren wurde er zum fanatischen Verfolger Learys, versöhnte und befreundete sich in den späten 1980ern aber mit diesem. Beide veranstalteten eine gemeinsame Vortragsreihe quer durch die Vereinigten Staaten.

### Anstellung im Weißen Haus und der Watergate-Skandal
Im Sommer 1971 bekam Liddy, der zuvor für das Finanzministerium gearbeitet hatte, auf Vermittlung von Justizminister John N. Mitchell eine Anstellung im Weißen Haus. Dort sollte er offiziell für den innenpolitischen Stab von Nixons Berater John Ehrlichman, inoffiziell jedoch für eine kleine und geheime Polizei- und Spionagetruppe mit der Bezeichnung Einheit für spezielle Ermittlungen (Special Investigations Unit), arbeiten, die später unter ihrem Spitznamen „Klempner“ („Plumbers“) bekannt wurde. Zu dem Team, das seinen Sitz in einem unterirdischen Trakt des Executive Office Building des Weißen Hauses hatte, gehörten neben Liddy noch der Ehrlichman-Mitarbeiter Egil Krogh, David Young (ein ehemaliger Mitarbeiter von Henry Kissinger) und der frühere CIA-Agent E. Howard Hunt. Die „Klempner“ waren auf direkte Anweisung Nixons bald nach der Veröffentlichung der streng geheimen Pentagon Papers zum Vietnamkrieg durch die New York Times und andere Medien hin formiert worden.
Vordringliche Aufgabe der „Klempner“ war zu verhindern, dass Regierungsbeamte verschlossen gehaltene Unterlagen weiterhin an die Medien weiterreichen konnten. Neben dem – legalen – Schließen dieser „Lecks“ (daher die Bezeichnung) unternahmen die „Klempner“ aber auch frühzeitig undurchsichtige Aktivitäten, die zur Diskreditierung politischer Gegner Nixons beitragen sollten. Wegen ihrer Vorliebe für Spionage und verdeckte Operation wurden Liddy und Hunt, die formal Krogh und Young untergeordnet waren, zu Schlüsselfiguren der „Klempner“, die dafür sorgten, dass illegale Aktivitäten direkt vom Weißen Haus aus gesteuert wurden.
Höhepunkt dieser Operationen war am 3. September 1971 der von Liddy und Hunt persönlich überwachte Einbruch in der Praxis von Dr. Lewis J. Fielding, dem Psychiater von Daniel Ellsberg, jenem Mann, der für die Veröffentlichung der Pentagon Papers verantwortlich gewesen war. Von dem Einbruch hatte man sich versprochen, belastende Informationen aus Ellsbergs Akte zu erhalten, war aber diesbezüglich nicht fündig geworden. Liddy und Hunt, die wie Krogh und Ehrlichman für ihre Rolle bei der Fielding-Aktion später mit Gefängnisstrafen belegt wurden, hatten den Einbruch von einigen derselben Männer um den Cubano-Amerikaner Bernard Barker ausführen lassen, die neun Monate später bei dem Watergate-Einbruch erwischt und verhaftet wurden.
Nachdem die Arbeit der „Klempner“-Einheit im Dezember 1971 eingestellt worden war, wechselte Liddy vom Stab des Weißen Hauses zum Komitee zur Wiederwahl des Präsidenten (Committee to Re-elect the President – CRP). Offiziell wurde er der Rechtsberater des CRP, später dann von dessen Finanzkomitee. Eigentlich bestand – im Einverständnis zwischen dem Weißen Haus und John N. Mitchell, der im Frühjahr 1972 Direktor des CRP werden sollte – auch hier Liddys Hauptaufgabe darin, Operationen zum Ausspionieren politischer Gegner, hauptsächlich demokratischer Präsidentschaftskandidaten wie Edmund S. Muskie und George McGovern, durchzuführen. Um ein in Aussicht gestelltes Budget für diese Aktivitäten von einer Million Dollar bewilligt zu bekommen, präsentierte Liddy unter dem Namen „Edelstein“ („Gemstone“) bei zwei Gelegenheiten im Januar und Februar 1972 Mitchell seine zum Teil als undurchführbar betrachteten Pläne.
Diese umfassten – neben der Platzierung von Spionen in den Stäben demokratischer Kandidaten (Operation „Rubin“) und dem Einsatz eines Spionageflugzeugs zu dem gleichen Zweck (Operation „Smaragd“) – die von einem Hausboot aus geleitete elektronische Überwachung des Wahlparteitags der Demokraten in Miami Beach (Operation „Kristall“), die Sabotage der Klimaanlage in deren Tagungszentrum (Operation „Türkis“) und den Einsatz von Prostituierten zum Aushorchen von Parteitagsdelegierten (Operation „Saphir“). Weitere Planspiele betrafen den Einsatz von Agents Provocateurs bei Wahlkampfveranstaltungen der Demokraten (Operation „Granat“), die verdeckte finanzielle Unterstützung der Kandidatur einer schwarzen demokratischen Politikerin, um die Partei in eine vermeintlich peinliche Situation zu bringen (Operation „Kohle“), und die Entführung angeblicher Rädelsführer im Vorfeld angekündigter Anti-Nixon-Demonstrationen durch eine Gruppe für Spezialeinsätze (Operation „Diamant“).
Liddy schlug bei den gleichen Gelegenheiten auch mehrere Einbrüche in Wahlkampfbüros demokratischer Kandidaten (Operation „Opal“) und das Fotografieren dort gefundener Dokumente (Operation „Topas“) vor. Allerdings bleibt umstritten, ob dabei bereits auch das demokratische Hauptquartier im Watergate-Gebäude als Ziel genannt wurde. Dokumentiert ist jedoch, dass Mitchell während der Präsentationen seine Geringschätzung gegenüber Liddys Plänen durchblicken ließ und ihn aufforderte, realistischere Vorschläge zu machen. Dennoch kam es am 30. März 1972, nach einer Intervention des Weißen Hauses, das mehrfach sein Interesse an der Durchführung einer Spionageoperation durch das CRP bekundet hatte, doch zur Genehmigung einer abgespeckten „Edelstein“-Operation durch Mitchell.
Bereits in den ersten Apriltagen des Jahres 1972 erhielt Liddy dann Gelder aus den Kassen des CRP, mit denen er seine illegalen Aktionen in Angriff nahm. Schon in der Vorbereitungsphase hatte er wiederholt auch auf seinen „Klempner“-Kollegen E. Howard Hunt zurückgegriffen, mit dem ihn inzwischen eine enge Freundschaft verband. Insbesondere nutzte Liddy Hunts Kontakte zu den Fielding-Einbrechern um Bernard Barker und verwendete sie in den folgenden Monaten mehrmals für seine Aktionen. Dazu gehörte auch der Versuch, bei den Begräbnisfeierlichkeiten für den langjährigen FBI-Chef J. Edgar Hoover Zusammenstöße mit Vietnam-Demonstranten zu provozieren, um so den Protest gegen den Krieg in Fernost in ein schlechtes Licht zu rücken, wie auch die zwei Einbrüche im Hauptquartier der Demokraten im Watergate-Gebäudekomplex am 28. Mai und am 17. Juni 1972.
Wegen deutlicher personeller und inhaltlicher Überschneidungen werden in manchen Darstellungen auch die von Liddy gesteuerten „Edelstein“-Aktionen irreführend als „Klempner“-Operationen bezeichnet, derweil Beteiligte wie Liddy und Hunt sowie die Watergate-Ermittler und die Autoren der Fachliteratur hier in der Regel deutliche Unterscheidungen vornehmen.
Liddy wurde auf Grund seiner Rolle bei Watergate wegen Verschwörung, Einbruchs und illegalen Abhörens zu 20 Jahren Gefängnis verurteilt. Nach viereinhalb Jahren wurde er auf Bewährung entlassen, nachdem Präsident Jimmy Carter 1977 das Strafmaß auf 8 Jahre verkürzt hatte.

### Späteres Leben
1980 erschien Liddys Autobiographie („Will“), die auch zu einem NBC-Fernsehfilm verarbeitet wurde. Liddy scheute die Öffentlichkeit nicht und gab zahlreiche Interviews, in denen er seine extrem konservativen politischen Ansichten darlegte. Seit 1992 moderierte er eine eigene Radio-Talkshow und trat bei Fox News, dem größten US-amerikanischen Nachrichtensender, regelmäßig als politischer Kommentator auf.
Zwischen 1986 und 2006 übernahm er auch als Schauspieler rund 20 Film- und Fernsehrollen. In Miami Vice spielte er in zwei Folgen den ehemaligen CIA-Agenten Capt. William Maynard, der in Nicaragua mit Söldnern die Contras unterstützt. In den Serien Airwolf, MacGyver und Der Nachtfalke war er in Gastrollen zu sehen, 2000 hatte er eine kleinere Nebenrolle in dem Kriegsfilm Rules – Sekunden der Entscheidung. Von 2000 bis 2001 spielte er den Bösewicht Jacob Colder in der Serie Highway to Hell – 18 Räder aus Stahl.
In Oliver Stones Film Nixon (mit Anthony Hopkins als Nixon) wurde Liddy 1995 von John Diehl dargestellt, der ebenfalls bei Miami Vice mitwirkte.
Nach der Veröffentlichung von Depeschen US-amerikanischer Botschaften durch WikiLeaks sprach sich Liddy dafür aus, Julian Assange auf die „kill list“ (übersetzt: Tötungsliste) zu setzen, auf der auch Anwar al-Awlaki stand.
Liddy litt unter der Parkinson-Krankheit und starb Ende März 2021 im Alter von 90 Jahren am Wohnort seiner Tochter in Mount Vernon im US-Bundesstaat Virginia.

## Schriften
- Will. The Autobiography of G. Gordon Liddy. St. Martin’s Press, New York 1980.